# اس‌اس کانتابریا (۱۹۱۹)
اس‌اس کانتابریا (۱۹۱۹) (به انگلیسی: SS Cantabria (1919)) یک کشتی بود که طول آن ۴۱۰ فوت (۱۲۰ متر) و ارتفاع آن ۲۷ فوت (۸٫۲ متر) بود. این کشتی در سال ۱۹۱۹ ساخته شد.